# جاي س. روميرو
جاي س. روميرو (بالإنجليزية: J. C. Romero) هو لاعب كرة قاعدة أمريكي، ولد في 4 يونيو 1976 في ريو بيدراس ‏ في الولايات المتحدة.

## وصلات خارجية
- جاي س. روميرو على موقع دوري كرة القاعدة الرئيسي (الإنجليزية)
- جاي س. روميرو على موقعبيزبول رفرنس.كوم (الدوري الرئيسي) (الإنجليزية)
- جاي س. روميرو على موقعبيزبول رفرنس.كوم (الدوري الثانوي) (الإنجليزية)
- جاي س. روميرو على موقع إي إس بي إن.كوم (أم.أل.بي) (الإنجليزية)
- جاي س. روميرو على موقع مشجعي الرسوم البيانية (الإنجليزية)